# Teleocichla
Teleocichla (von Teleogramma [wegen der Ähnlichkeit] + Cichla [eine andere Buntbarschgattung]) ist eine Buntbarschgattung, die im östlichen Amazonasbecken in unmittelbarer Umgebung von Stromschnellen und in langsamer fließenden Flüssen und Bächen über Sandböden vorkommt. Sie leben in Klarwasser-Nebenflüssen von Rio Tapajós, Rio Xingu, Rio Tocantins, Rio Araguaia und Río Jari.

## Merkmale
Teleocichla-Arten sind kleine Buntbarsche, die eine Standardlänge von 4,8 bis 9 Zentimeter und eine Gesamtlänge von 7 bis 11 Zentimeter erreichen. Der Körper ist sehr langgestreckt und seitlich kaum abgeflacht, der Kopf klein, mit einem kleinen, end- oder unterständigen Maul. Die Rückenflosse ist sehr lang und niedrig, die Bauchflossen kräftig, so dass die Fische sie dazu nutzen können, sich vom Gewässerboden abzustützen. Die Färbung der Fische ist hellgrau, beige bis grünlich. Ein Längsband kann mehr oder weniger deutlich ausgeprägt sein. Teleocichla-Arten sind Bodenbewohner und haben eine reduzierte Schwimmblase. Bei ausgewachsenen Männchen sind die Flossen verlängert, laichreife Weibchen haben einen rötlichen Bauch.

## Fortpflanzung
Teleocichla-Arten sind Substratlaicher, die in Höhlen laichen. Nach dem Laichakt vertreibt das Weibchen oft zunächst das Männchen und kümmert sich allein sowohl um das Gelege als auch um die Revierverteidigung. Später kann sich das Männchen an letzterem beteiligen.

## Arten
Gegenwärtig werden neun Arten in die Gattung gestellt.

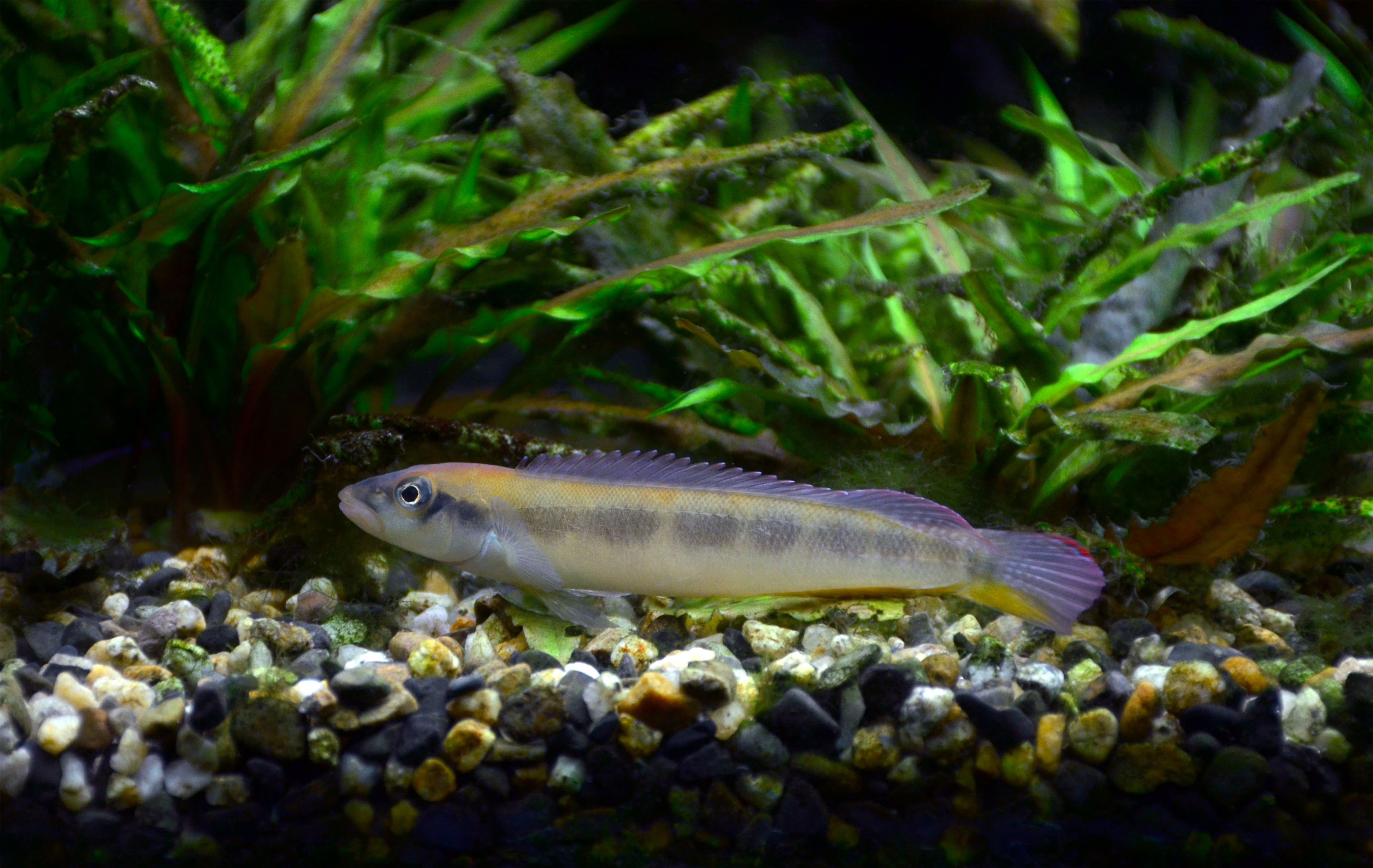
Teleocichla prionogenys

- Teleocichla centisquama Zuanon & Sazima, 2002
- Teleocichla centrarchus Kullander, 1988, (Typusart)
- Teleocichla cinderella Kullander, 1988
- Teleocichla gephyrogramma Kullander, 1988
- Teleocichla monogramma Kullander, 1988
- Teleocichla preta Varella et al., 2016
- Teleocichla prionogenys Kullander, 1988
- Teleocichla proselytus Kullander, 1988
- Teleocichla wajapi Varella & Moreira, 2013

## Systematik
Die Gattung Teleocichla wurde 1988 durch den schwedischen Ichthyologen Sven O. Kullander zusammen mit sechs neuen Buntbarscharten beschrieben. Phylogenetisch steht sie innerhalb der artenreichen und revisionsbedürftigen Gattung Crenicichla.